# 165. rezervní divize (Wehrmacht)
165. rezervní divize (německy 165. Reserve-Division) byla pěší divize německé armády (Wehrmacht) za druhé světové války.

## Historie
Divize byla založena 4. října 1942 a umístěna ve Francii. Od 4. ledna 1944 byla divize umístěna na poloostrově Walcheren v Nizozemí. 1. srpna 1944 byla 165. rezervní divize přejmenována na 70. pěší divizi.